# Emmanuelle in Soho
Emmanuelle in Soho ist ein britischer Sexfilm von David Hughes aus dem Jahr 1981 mit Angie Quick (auch Mandy Miller) als „Emmanuelle of Soho“.

## Handlung
Das Model Kate Benson und der Fotograf Paul Benson leben zusammen mit der bisexuellen Emmanuelle in einem Apartment im Londoner Stadtteil Soho. Um ihre Schulden in den Griff zu bekommen, beschließt Kate in einer Stripshow aufzutreten. Emmanuelle nimmt sich, unter dem Decknamen „Peggy the Pushover“, gemeinsam mit Paul den geldgierigen Pornoverleger Bill Anderson vor und sie können den Verheirateten schließlich, mit Hilfe eines speziellen Videos von ihm und seiner Sekretärin, erpressen.

## Veröffentlichung
Emmanuelle in Soho erlebte seine englische Premiere am 9. Juli 1981